# Bawburgh
Bawburgh – wieś w Anglii, w hrabstwie Norfolk, w dystrykcie South Norfolk. Leży 8 km na zachód od Norwich i 154 km na północny wschód od Londynu.
Miejscowość liczy 466 mieszkańców.